# Schildzaadwitje
Het schildzaadwitje (Pieris krueperi) is een vlindersoort uit de familie van de Pieridae (witjes), onderfamilie Pierinae.
Het schildzaadwitje komt voor van de Balkan tot Centraal-Azië.
Pieris krueperi werd in 1860 beschreven door Staudinger.

## Ondersoorten
Men onderscheidt de volgende ondersoorten:
- P. krueperi krueperi Staudinger, 1860 (nominale ondersoort)
- P. krueperi devta de Nicéville, 1884